# Danny Aiken
Daniel Lee Aiken (Oxford, 28 agosto 1988) è un giocatore di football americano statunitense che gioca nei ruoli di long snapper e tight end per i New England Patriots della National Football League (NFL). Al college ha giocato a football all'Università della Virginia.

## Carriera professionistica

### Buffalo Bills
Dopo non essere stato scelto nel Draft NFL 2011, Aiken firmò coi Buffalo Bills. Fu svincolato nel mese di agosto.

### New England Patriots
Aiken firmò coi New England Patriots il 4 settembre 2011, venendo nominato long snapper titolare ed utilizzato come tight end in situazioni di emergenza.
Il 7 marzo, 2014 Aiken firmò un nuovo contratto di un anno coi Patriots. Fu svincolato il 30 agosto 2014 ma rifirmò cinque giorni dopo.

## Palmarès

### Franchigia
- Super Bowl : 1

New England Patriots: XLIX
- American Football Conference Championship: 2

New England Patriots: 2011, 2014

## Statistiche
| Partite totali | 63 |

Statistiche aggiornate alla stagione 2014